# Municipio de Clara (Dakota del Norte)
El municipio de Clara (en inglés: Clara Township) es un municipio ubicado en el condado de Nelson en el estado estadounidense de Dakota del Norte. En el año 2010 tenía una población de 21 habitantes y una densidad poblacional de 0,23 personas por km².

## Geografía
El municipio de Clara se encuentra ubicado en las coordenadas 48°8′40″N 98°21′26″O / 48.14444, -98.35722. Según la Oficina del Censo de los Estados Unidos, el municipio tiene una superficie total de 93.31 km², de la cual 89,7 km² corresponden a tierra firme y (3,87 %) 3,61 km² es agua.

## Demografía
Según el censo de 2010, había 21 personas residiendo en el municipio de Clara. La densidad de población era de 0,23 hab./km². De los 21 habitantes, el municipio de Clara estaba compuesto por el 100 % blancos. Del total de la población el 0 % eran hispanos o latinos de cualquier raza.